# Holst Point
Holst Point är en udde i Antarktis. Den ligger i Västantarktis. Argentina, Chile och Storbritannien gör anspråk på området.
Terrängen inåt land är huvudsakligen kuperad, men österut är den bergig. Havet är nära Holst Point åt nordväst. Trakten är obefolkad. Det finns inga samhällen i närheten. 